# Geranomyia caribica
Geranomyia caribica är en tvåvingeart som först beskrevs av Alexander 1970.  Geranomyia caribica ingår i släktet Geranomyia och familjen småharkrankar.
Artens utbredningsområde är Dominica. Inga underarter finns listade i Catalogue of Life.